# Bambinater
『Bambinater』（バンビネーター）は、小泉今日子の17枚目のオリジナル・アルバム。1992年12月16日発売。発売元は、ビクターエンタテインメント。

## 概要
本作はKOIZUMIX PRODUCTION名義で発売された。

## 収録曲
1. Bambina
作曲・編曲：藤原ヒロシ
2. 東京ディスコナイト
作詞：高橋秀幸・星野節子／作曲：信藤三雄・村松邦男／編曲：小西康陽
  - スクーターズの楽曲のカバー。
3. 華麗なる休暇 (LES VACANCES DE MADEMOISELLE KYON2)
作詞・作曲・編曲：小山田圭吾
4. 天使のささやき (WHEN WILL I SEE YOU AGAIN)
作詞・作曲：ケニー・ギャンブル・レオン・ハフ／日本語詞：白井章生／編曲：宮崎泉・朝本浩文
  - スリー・ディグリーズの楽曲のカバー。
5. DRIVE
作詞・作曲・編曲：テイ・トウワ
6. SEXY HEAVEN
作詞：吉田美奈子／作曲：田島貴男／編曲：田島貴男・吉田美奈子
7. ラブバラ (LOVE-BALLAD)
作詞：浜崎貴司／作曲・編曲：藤原ヒロシ
  - 浜崎貴司とのデュエット。